# Gris (kortspel)
Gris, även kallat tummen upp, är ett kortspel för barn, där det inte bara gäller att hålla ordning på korten utan också att vara observant på motspelarna. 
Spader sex kallas grisen. Den spelare som fått detta kort i given startar spelet genom att skicka det till sin vänstra granne, som då ger den första spelaren ett annat kort i utbyte. Grannen skickar därefter i sin tur grisen vidare till nästa spelare och får själv ett nytt kort i utbyte. Spelet fortgår på detta sätt, gärna i ett snabbt tempo, tills någon av spelarna har lyckats få ihop fyra lika höga kort på sin hand. Denna spelare sätter försiktigt upp en tumme mot bordskanten. Det gäller då för de andra spelarna att uppmärksamma detta och själva sätta upp sina tummar. Den som är sist med att göra detta har förlorat spelomgången. 
Namnet tummen upp används också om en variant av spelet båten går.

## Varianter
Spelet kan också spelas med regeln att en spelare som fått fyra lika höga kort lägger ner sina kort och utgår ur spelet. Den spelare som då blir sist kvar har förlorat. En annan variant är att man i stället för fyra kort i samma valör ska samla på fem kort i samma färg. 